# Riccardo Silva
Riccardo Silva (Milão, 4 de junho de 1970) é um empresário e investidor italiano. Ele é proprietário da Silva International Investments, que possui investimentos em diversas empresas de mídia, esportes, entretenimento, arte e imobiliário. Ele também é coproprietário do AC Milan, presidente e principal acionista da MP & Silva, presidente e coproprietário do Miami FC, proprietário da coleção de arte da família Silva, e anteriormente atuou como CEO do Milan Channel.

## Juventude e educação
Riccardo Silva nasceu em 1970 em Milão, neto do fundador da Italsilva – Gruppo Desa, um dos maiores grupos químicos de Itália. Sua família materna, Fabbri, é conhecida por sua editora, Fabbri Editori, que hoje faz parte do RCS Media Group. Silva completou seus estudos na Universidade Luigi Bocconi e na Universidade Tulane.

## Carreira

### Início de carreira
Em 1998, Riccardo Silva lançou a MP Web, uma startup de Internet do Media Partners Group, com sede em Milão (agora Infront Media), que gere direitos desportivos e conteúdos para plataformas móveis e de Internet, que ganhou destaque pela primeira vez na década de 1990. Em 2001, Riccardo Silva tornou-se CEO do Milan Channel, canal de TV oficial do clube de futebol AC Milan, e orientou o desenvolvimento internacional do canal.

### MP & Silva
De 2004 a 2016, Riccardo Silva foi proprietário e administrou a MP & Silva, uma empresa global internacional de direitos de mídia com sede em Londres. Sob a liderança de Riccardo, a MP & Silva tornou-se a principal distribuidora mundial de direitos televisivos. Em maio de 2016, Riccardo Silva e os seus sócios venderam a MP & Silva aos grupos chineses Everbright Securities e Beijing Baofeng Technology, renunciando à gestão e ao controle operacional.[carece de fontes?]

### Silva International Investments
Em 2016, Silva fundou a Silva International Investments, uma empresa de portfólio que investe e administra ativos em mídia, esporte, moda, tecnologia e imobiliário.
Desde a sua criação, a empresa investiu na Mast Capital, uma empresa imobiliária e de desenvolvimento com sede em Miami e fez uma série de aquisições, incluindo uma participação majoritária no Globe Soccer Awards.
Em agosto de 2017, a Silva International Investments adquiriu a SportBusiness, que fornece informações sobre empresas que trabalham na indústria do esporte em todo o mundo.
Em outubro de 2019, a empresa adquiriu a agência de modelos de Londres, Select Model Management, e anunciou uma grande expansão global impulsionada por uma integração com a rede de agências de modelos existente da Silva International Investment, MP Management.[carece de fontes?]
Após a criação da MP Management em 2008 em Milão, a empresa adquiriu uma segunda agência em Miami em 2014, rapidamente seguida com a aquisição de uma terceira agência, Major Paris, em 2015. Sob a propriedade da Silva International Investments, o grupo continuou crescer, com a aquisição da Elite Stockholm em 2017, e no mesmo ano, com o estabelecimento de uma parceria estratégica com a Modellink em Gotemburgo. Isto foi seguido em 2018 com a aquisição do Factor Chosen Group, que trouxe para a rede agências em Chicago, Los Angeles e Atlanta. Com a aquisição da Select, a rede expandiu-se para Londres, passando o grupo a abranger oito agências.[carece de fontes?]

### Miami FC
Em maio de 2015, Riccardo Silva cofundou o Miami FC, que disputou a North American Soccer League (NASL). No dia 2 de abril de 2016, o clube participou de seu primeiro jogo na temporada inaugural da NASL. Na partida, o Miami FC empatou por 1-1 com a equipe local, o clube Fort Lauderdale Strikers. Em 9 de abril de 2016, uma multidão formada por 10.156 pessoas acompanhou a primeira partida do Miami FC em casa, na Universidade Internacional da Flórida (FIU), e o Miami FC empatou por 1-1 contra o Tampa Bay Rowdies. Diversos membros do clube de futebol juvenil estavam presentes, e a cantora colombiana Maluma apresentou-se para o público antes e durante o intervalo da partida. Em junho de 2016, celebraram um contrato com o jogador de meio-campo ganês Kwadwo Poku que, anteriormente, jogou para a New York City Football Club.[carece de fontes?]
Durante seu tempo competindo na NASL, o Miami FC conquistou o título da NASL da primavera de 2017 com uma vitória por 7 a 0 sobre o San Francisco Deltas, e em outubro daquele ano, o clube completou uma dobradinha histórica, tornando-se o primeiro time em História da NASL para ganhar os títulos de primavera e outono na mesma temporada. Em entrevista ao El Nuevo Herald Riccardo Silva afirmou que "O facto de termos vencido os torneios de Primavera e Outono não significa que não haja mais coisas pelas quais tenhamos que lutar".
Em junho de 2017, o Miami FC disputou seu primeiro jogo oficial contra um clube da Major League Soccer, derrotando o Orlando City SC por 3 a 1 na Lamar Hunt U.S. Open Cup, com Stefano Pinho marcando um hat-trick. O Telegraph noticiou Riccardo Silva dizendo: "Foi o maior jogo da nossa curta história, então vencer de forma tão convincente um clube fantástico como o Orlando City foi um grande resultado para nós".
O Miami FC 2 foi coroado campeão nacional da NPSL de 2018 em agosto de 2018, derrotando o FC Motown (Morristown, NJ) por 3 a 1 no Ranger Stadium da Drew University.
Em julho de 2019, o Miami FC conquistou seu sexto troféu geral, adicionando a NPSL Sunshine Conference à sua lista de honras, derrotando o Miami United FC por 3-2 na final. Agosto de 2019 viu o Miami FC adicionar mais títulos à sua sala de troféus, ganhando o título da National Premier Soccer League (NPSL) de 2019 ao registrar uma vitória por 3-1 sobre o New York Cosmos.
Em setembro de 2019, a equipe ingressou na National Independent Soccer Association (NISA), onde conquistou seu nono troféu ao vencer o NISA East Coast Championship.
Em 11 de dezembro de 2019, o ex-clube do USL Championship, Ottawa Fury FC, anunciou que havia transferido seus direitos de franquia para o grupo de propriedade do Miami FC, e que o clube começaria a competir na liga na temporada de 2020.
Em 2018, o Miami FC anunciou o lançamento de seu novo Programa Academia Juvenil. O Programa Miami FC Youth Academy será dedicado a aumentar as oportunidades para os jogadores de futebol juvenil do sul da Flórida desenvolverem suas habilidades e conhecimento do jogo.

### AC Milan
Em agosto de 2022, Riccardo Silva tornou-se coproprietário do clube de futebol italiano AC Milan. Ele investiu no clube em parceria com o fundo norte-americano RedBird e outros investidores americanos, incluindo o New York Yankees.

### Estádio Riccardo Silva
Em 2017, Silva fez uma doação de 3,76 milhões de dólares americanos para cobrir reformas do campo do time, o FIU Stadium na Universidade Internacional da Flórida. Posteriormente, foi anunciado que o estádio seria renomeado como Estádio Riccardo Silva por cinco anos em reconhecimento ao seu envolvimento.

## Outros interesses futebolísticos

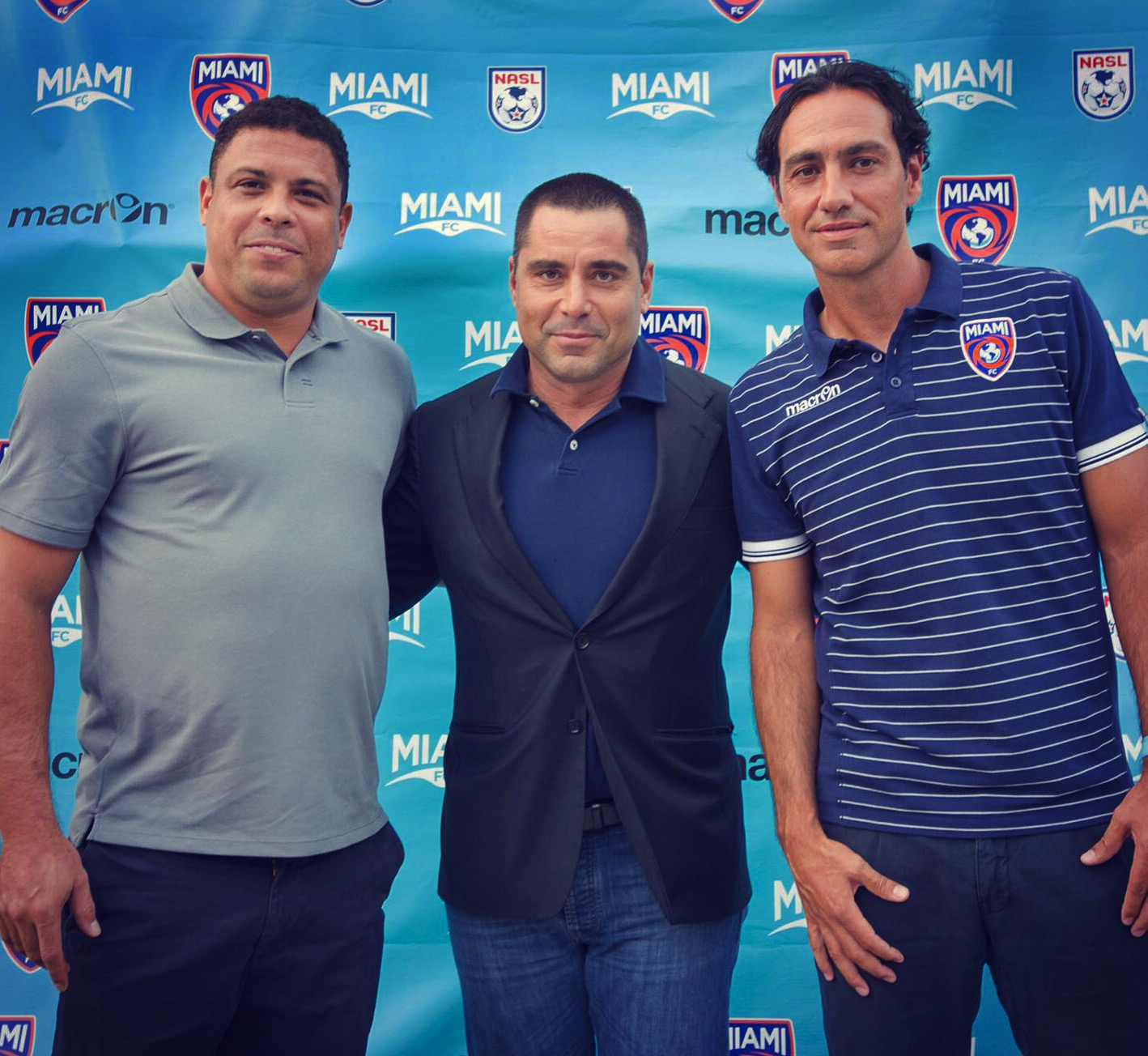
Riccardo Silva (centro) com Ronaldo e Alessandro Nesta.

Silva esteve envolvido no projeto de criação do torneio da Liga dos Campeões das Américas (ACL), que envolveria times da América do Norte, América do Sul e do Caribe e pretendia se tornar a versão americana da popular Liga dos Campeões da UEFA da Europa. A intenção era que uma competição de 64 equipes refletisse o formato da Liga dos Campeões da UEFA, que Silva estimou que poderia gerar US$ 500 milhões em direitos televisivos e de marketing - quintuplicando as atuais entradas anuais para a Liga dos Campeões da CONCACAF e a Copa Libertadores da CONMEBOL combinadas.
Os planos para desenvolver o ACL foram descritos como "um veículo para ajudar a colocar o país na vanguarda do jogo", um objetivo que Silva acredita que pode ser alcançado.
Em 2016, a empresa de Silva, Silva International Investments, encomendou um relatório à Deloitte, sobre promoção e rebaixamento no futebol profissional dos Estados Unidos. O relatório, publicado em novembro de 2016, concluiu que a promoção e o rebaixamento poderiam ajudar o futebol de clubes dos Estados Unidos a capitalizar o potencial do esporte nos Estados Unidos, mas também afirmou que ainda é muito cedo para considerar tal sistema nos Estados Unidos até que alguns importantes perguntas são respondidas.
Em agosto de 2017, o Miami FC uniu forças com o Kingston Stockade FC da National Premier Soccer League para entrar com um pedido de arbitragem no Tribunal de Arbitragem do Esporte (CAS).

## Outros interesses comerciais
Silva tem outros interesses comerciais em tecnologia, moda e artes, incluindo investimentos na empresa de tecnologia Muzik. Em dezembro de 2017, uma galeria do Bass Museum of Art em Miami Beach foi renomeada como Galeria Riccardo e Tatyana Silva em reconhecimento ao apoio que têm dado ao museu e às artes em geral.
Ele é também proprietário da rede de restaurante Forte Dei Marmi, que inaugurou restaurantes em Londres e Miami em 2016, e o proprietário da rede de agências de modelos MP, gerenciando modelos e talentos nos escritórios de Milão, Miami e Paris. Em agosto de 2015, a rede adquiriu sua agência localizada em Paris da Major Model Management.[carece de fontes?]

## Vida pessoal
Riccardo Silva é casado com Tatyana Silva, com quem tem dois filhos.[carece de fontes?]